# Oligoneoptera
Gli Oligoneoptera sono l'unico superordine della coorte degli Endopterygota o Holometabola. Si tratta di insetti della sottoclasse Pterygota, e costituiscono nello schema tassonomico un raggruppamento la cui caratteristica generale consiste nell'olometabolia.
Questi insetti hanno più stadi larvali di vario aspetto, comunque del tutto diversi dall'adulto e privi di qualsiasi traccia di ali. Agli stadi larvali segue uno stadio ninfale quiescente (pupa) durante il quale avvengono profonde modificazioni che porteranno ad un individuo adulto (immagine) completamente diverso, morfologicamente e anatomicamente, dalla larva. Nella pupa compaiono gli abbozzi delle ali. L'ontogenesi in questo gruppo si sviluppa pertanto nei seguenti stadi:
Il percorso da larva ad immagine è sotto l'influsso di ormoni specifici: l'ecdisone e la neotenina (o ormone giovanile). Il primo induce la muta, il secondo inibisce la metamorfosi.
In presenza di neotenina ed ecdisone, gli insetti di questo gruppo attraversano diversi stadi larvali in cui vengono aumentate le dimensioni dell'individuo che compie, allo scopo, diverse mute. Gli abbozzi alari sono presenti durante questo stadio come aree di cellule indifferenziate denominate dischi immaginali.
Ad un certo momento, venuta meno la concentrazione di neotenina e in presenza solo di ecdisone, inizia lo stadio quiescente denominato pupa (crisalide nei Lepidotteri), a volte protetta da un pupario o da un bozzolo. Una pupa in cui le appendici del futuro adulto sono libere viene denominata pupa exarata,  mentre è detta pupa obtecta  se le appendici sono saldate al corpo. Durante questo stadio molti organi larvali si degradano o vengono assorbiti e nello stesso tempo si originano le nuove strutture adulte proprie dell'immagine. Avviene cioè una totale rivoluzione strutturale da cui si genererà un nuovo individuo adulto.

## Tassonomia
Gli Endopterigoti comprendono almeno 680 000 specie conosciute suddivise in una decina di ordini fra cui compaiono quelli più evoluti.
I più recenti orientamenti tendono a superare la suddivisione classica fra Endopterigoti e Esopterigoti, comprendendo nell'unico raggruppamento, su base filogenetico, denominato Neoptera. Con questa impostazione gli Endopterigoti si distinguerebbero dai raggruppamenti dei Polyneoptera e dei Paraneoptera come il ramo evolutivo più recente, comprendendo le forme più evolute degli Pterygota. L'individuazione dei ranghi di livello superiore a quello di ordine è tuttavia controversa. Gli Endopterigoti si possono identificare nel rango di coorte, comprendente il solo superordine degli Oligoneoptera, la cui suddivisione interna si basa sullo schema seguente:
- Coorte Endopterygota

- Superordine: Oligoneoptera

- Sezione: Coleopteroidea. Ordini:

- Coleoptera (euolometaboli, ipermeboli, plometaboli)
- Strepsiptera (ipermetaboli, catametaboli, criptometaboli)

- Sezione: Neuropteroidea. Ordini:

- Neuroptera (euolometaboli)

- Sezione: Hymenopteroidea. Ordini:

- Hymenoptera (euolometaboli, ipermetaboli, polimetaboli)

- Sezione: Panorpoidea. Ordini:

- Aphaniptera (euolometaboli)
- Diptera (euolometaboli, ipermetaboli, polimetaboli, criptometaboli)
- Mecoptera (olometaboli)
- Trichoptera (euolometaboli)
- Lepidoptera (euolometaboli, ipermetaboli, catametaboli)

Un'altra classificazione, alquanto diffusa, suddivide l'ordine dei Neuroptera in tre ordini distinti, i Neurotteri propriamente detti (o Planipennia), i Megaloptera e i Raphidioptera.

## Comportamento
In questo gruppo, larve e adulti differiscono non solo per l'aspetto ma anche per il comportamento:
- le larve, avendo lo scopo di accumulare materiali ed energia, passano la loro vita, che può essere relativamente lunga, a nutrirsi;
- gli adulti hanno principalmente lo scopo di riprodursi e la loro vita potrà anche essere relativamente breve.